# Kapuzinerkloster Obernai
Das Kapuzinerkloster Oberehnheim war ein 1791 aufgehobenes Kloster des Kapuzinerordens in der Stadt Obernai in Frankreich. Die Grundsteinlegung erfolgte 1626. Das Kloster brannte 1636 bei der zweiten Belagerung durch die Schweden nieder und wurde 1666 bis 1669 wieder aufgebaut.

## Geschichte

### Gründung
1625 wandte sich der Magistrat von Oberehnheim an die Kapuziner von Kientzheim und bot eine Niederlassung des Ordens in der Stadt, die fünfte im Elsass, an. Die ersten Kapuziner bezogen 1627 eine provisorische Unterkunft in der Vorstadt nahe der St. Wendelin-Kapelle. Am 5. Mai 1627 erfolgte die Grundsteinlegung, Errichtung eines Kreuzes und Weihung durch den Abt von Altorf. Anwesend waren der Rektor des Jesuitenkollegs von Molsheim sowie weitere Vertreter des regionalen Klerus. Der erste Klosterkomplex wurde ab 1629 nach dem Musterplan des Kapuzinerklosters Breisach errichtet und am 20. Oktober 1630 geweiht. Bereits 1636 brannte der erste Klosterkomplex bei Belagerung durch die Schweden nieder. Der Standort ist nicht mehr bekannt.

### Wiederaufbau des Klosters

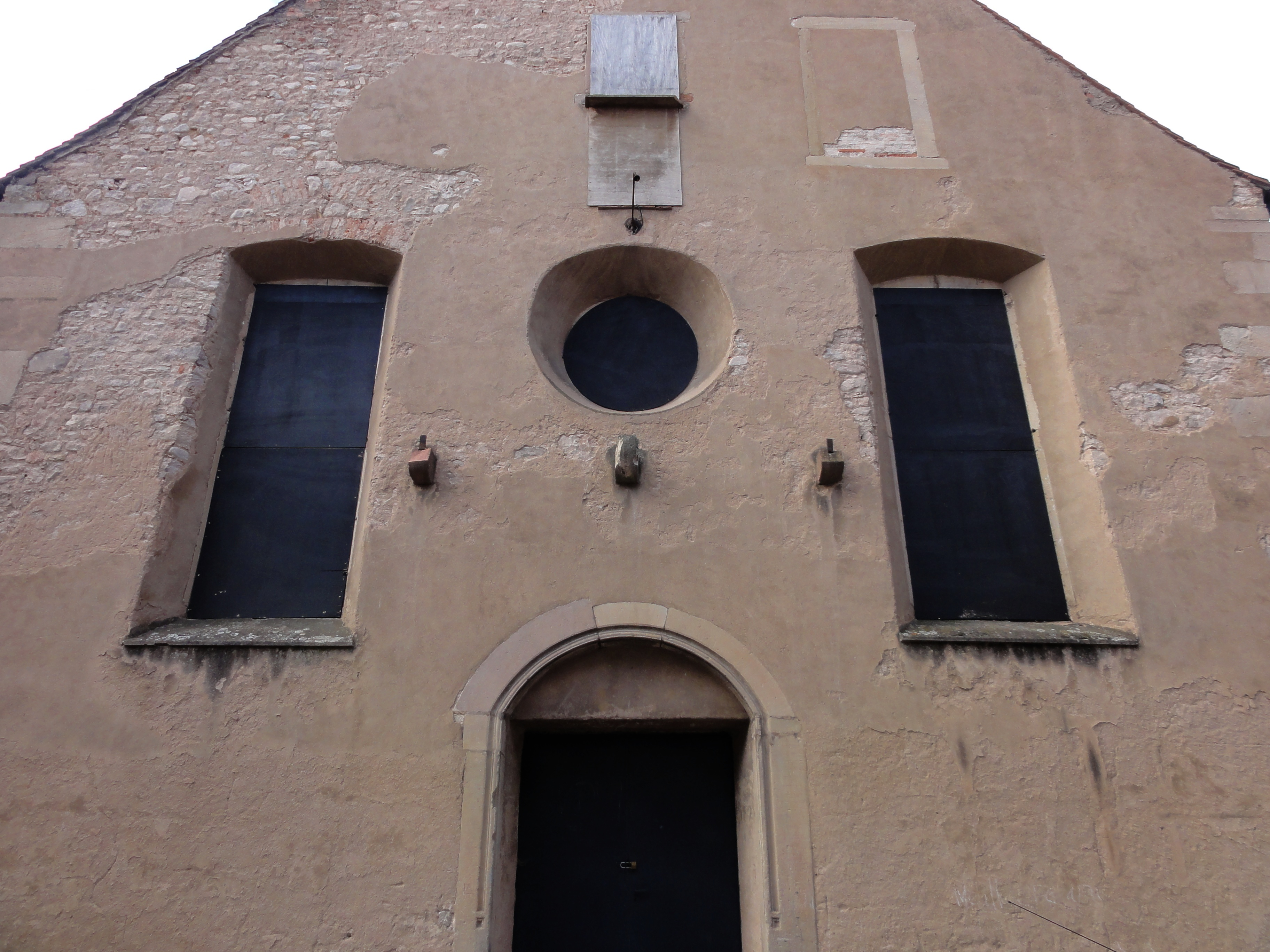
Ehemaliges Kapuzinerkloster Obernai: Fassade der Laienkirche (2013)

Die in das nahegelegene Bernardswiller exilierten Kapuziner versuchten ab den 1640er-Jahren zunächst erfolglos in die Stadt zurückzukehren. 1655 wurde ein erneuter Bauplatz bestimmt und ein Kreuz errichtet. Erst am 23. Mai 1666 wurde der Grundstein für den Neubau gelegt. Im Juni 1670 weihte der Weihbischof von Straßburg das Kloster dem Patronat des hl. Antonius von Padua. Nach dem Brau des Kapuzinerordens hatte die Laienkirche ein eigenes Patronat. Nach dem Riss von 1827 schloss sich der Laienkirche nach Westen eine Kapelle an, die dem hl. Fidelis, einem Kapuziner, geweiht war. Diese Kapelle wurde später abgerissen. Unter ihr dürfte sich eine Gruft zur Aufnahme der verstorbenen Brüder befunden haben. 1685 wurde der Garten durch eine Schenkung des Magistrats erweitert. Zwischen 1730 und 1770 wurde ein Flügel mit einem neuen Refektorium angebaut. Während der ersten Monate der Revolution blieb die Stadt royalistisch gesinnt. Am 15. Juli 1791 übernahmen 2000 Mann der Nationalgarde und der Linientruppen aus Straßburg die Stadt. Unmittelbar nach der Übernahme wurden das Kloster aufgehoben, die Feier der Gottesdienste verboten und die verbliebenen Kapuziner nach Straßburg abgeführt, wo sie ab 1791 dreimal interniert wurden. Gerade die Kapuziner wurden beschuldigt, gegen die neue Republik zu wühlen. 1794 exilierten einige Brüder in deutsche Niederlassungen des Ordens. Im Kapuzinerkloster Engen trafen 1794 der letzte Guardian von Obernai P. Adelbert und zwei Mitbrüder. Gegenstände aus Edelmetall wurden vom Direktorium in Barr beschlagnahmt. Die Glocke der Kapuzinerkirche wurde zur Verwertung des Metalls nach Straßburg gesandt. Die Altäre der Laienkirche im Stil des 17. und 18. Jahrhunderts sind durch Fotos noch in der ersten Hälfte des 20. Jahrhunderts belegt. Ihr Verbleib ist ungewiss.

### Legenden
Ein nicht nachvollziehbarer Text Johann Gottfried Schweighäusers behauptet, das Kloster samt Kirche seien 1656 abgetragen worden, da die Brüder dem Bösen erlegen seien, das sich in der Gestalt einer Schlange in der rechten Säule des Altars einnistete.

### Aufgaben und Tätigkeiten des Klosters
Die Kapuzinerpriester übernahmen die Seelsorge der Stadt. Vor den Audienzen des Magistrates hielten sie eine Messe, was ihnen ein Einkommen von 34 Gulden jährlich einbrachte. Die seelsorgerische Betreuung der Kranken und Sterbenden war nach dem Usus der Zeit fast ausschließlich den Kapuzinern anvertraut. Kapuziner nahmen sich in Gefängnissen in besonderer Weise Inhaftierter und Verurteilter an und begleiteten die zum Tode verurteilten auf ihrem letzten Gang. Der Kapuzinerorden erwarb sich große Verdienste bei der Versorgung der Pestkranken in den Epidemien des 16. und frühen 17. Jahrhunderts. Seelsorge und Krankenpflege gingen ineinander über.

### Lage
Das Klostergelände lag innerhalb der Stadtmauern im Osten der Stadt (7, rue des Capucins).

### Spätere Nutzung
1794 wurde in den geräumten Klostergebäuden ein Militärhospital eingerichtet. Durch einen Kauf des Kanonikers François-Louis Rumpler überstand der Klosterkomplex die folgenden Jahre. Zwischen 1827 und 1883 wurde eine Schule im Gebäude eingerichtet. Vorübergehend wurden Räume für die Herstellung von Zigarren und Feldflaschen genutzt. Anfang der 1960er Jahre wurden die Seitenkapelle, der Psallierchor, das Presbyterium und der Konventstrakt abgerissen. Die ehemalige Laienkirche wurde in den Folgejahren als Festsaal der benachbarten Schule genutzt. Die nach der 2006 erfolgten Schließung der Schule derzeit ungenutzte Klosterkirche befindet sich heute in der 12, Rue des Capucins. Das Areal wurde einer neuen Nutzung zugeführt, das ehemalige Kirchenschiff dient heute als Veranstaltungsraum bzw. Erweiterung des Museums.

## Ausgrabung
Im Oktober 2018 und November 2019 wurde eine Notgrabung auf dem Gelände des ehemaligen Klosters durchgeführt. Es wurden Gegenstände aus der Zeit zwischen dem 15. und 1960er Jahren gefunden, bzw. einige Spuren aus neolithischer Zeit. Der Grundriss konnte nicht vollständig nachvollzogen werden. Es wurden Scherben, menschliche Überreste, Fragmente von Ofenkkeramiken, Werkzeuge und ein passiver Bunker aus dem Zweiten Weltkrieg entdeckt.